# Westheim (Marsberg)
Pour les articles homonymes, voir Westheim.

Westheim est un village de Rhénanie-du-Nord-Westphalie (Allemagne), située dans l'arrondissement du Haut-Sauerland, dans le district d'Arnsberg, dans le Landschaftsverband de Westphalie-Lippe.
Westheim  est situé à 6 km au nord de Marsberg, dont il est l'un des 17 Stadtbezirke. Le village est le siège des brasseurs de la Westheimer, depuis 1862.
L'harmonie municipale MGV - Westheim existe depuis 1892.

## Galerie photographique

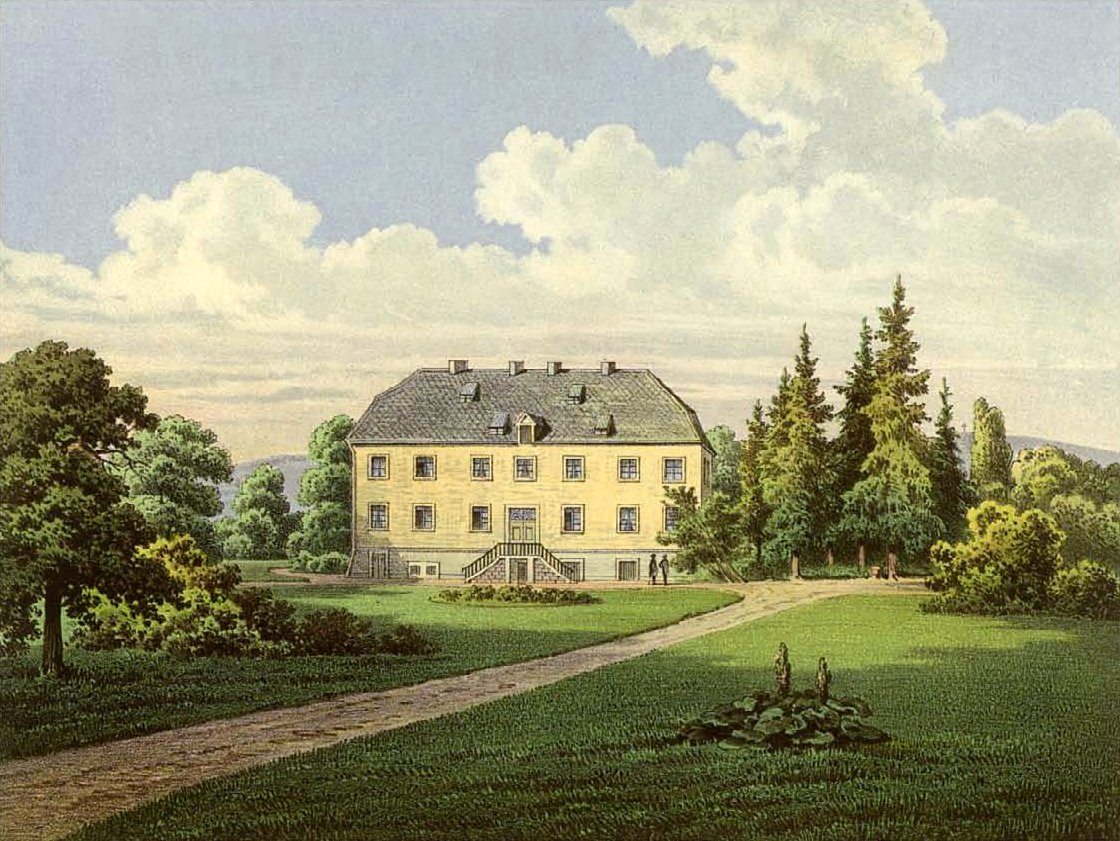
Le manoir de Westheim, en 1860, par Alexander Duncker
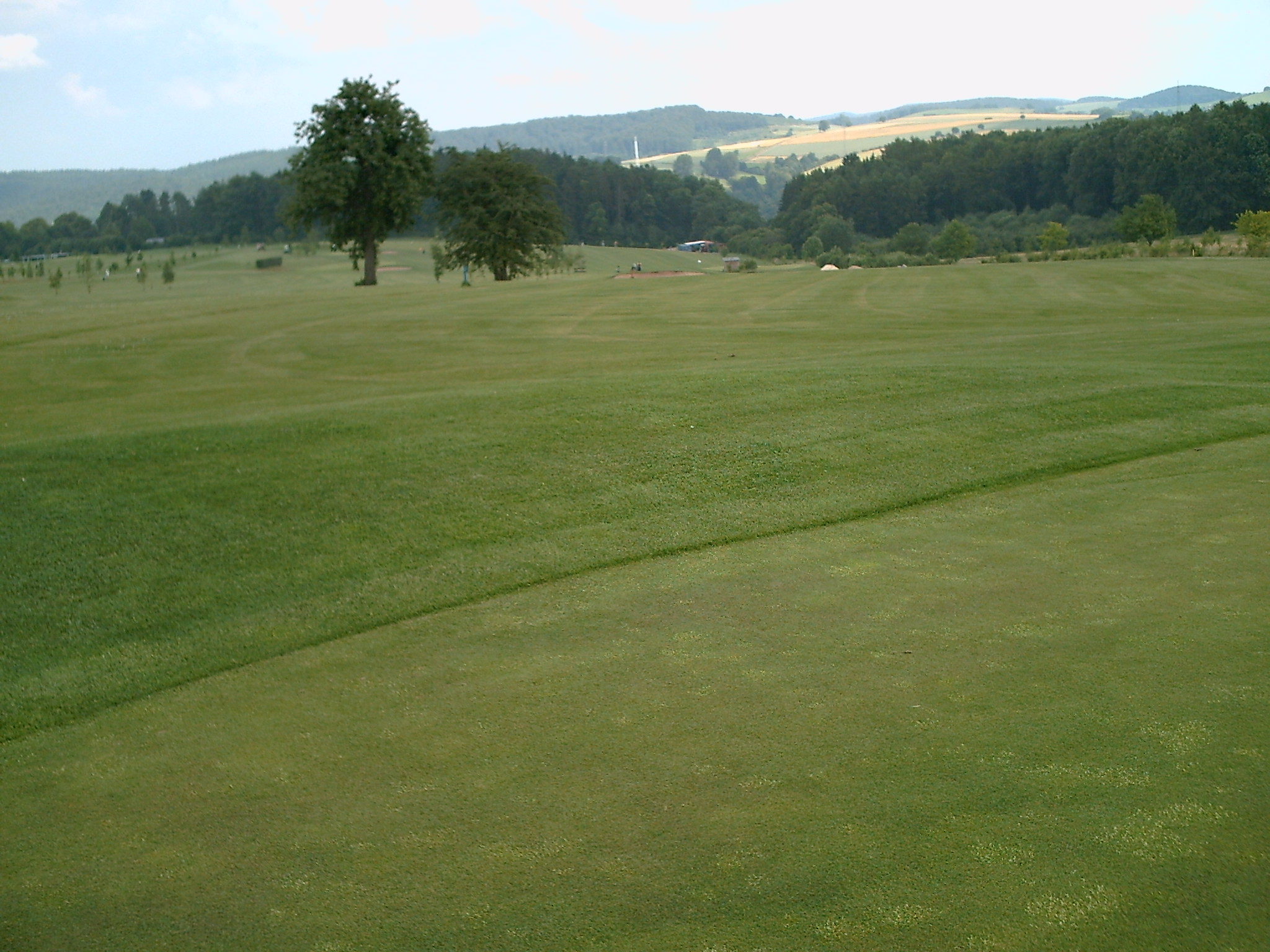
Golf du club local
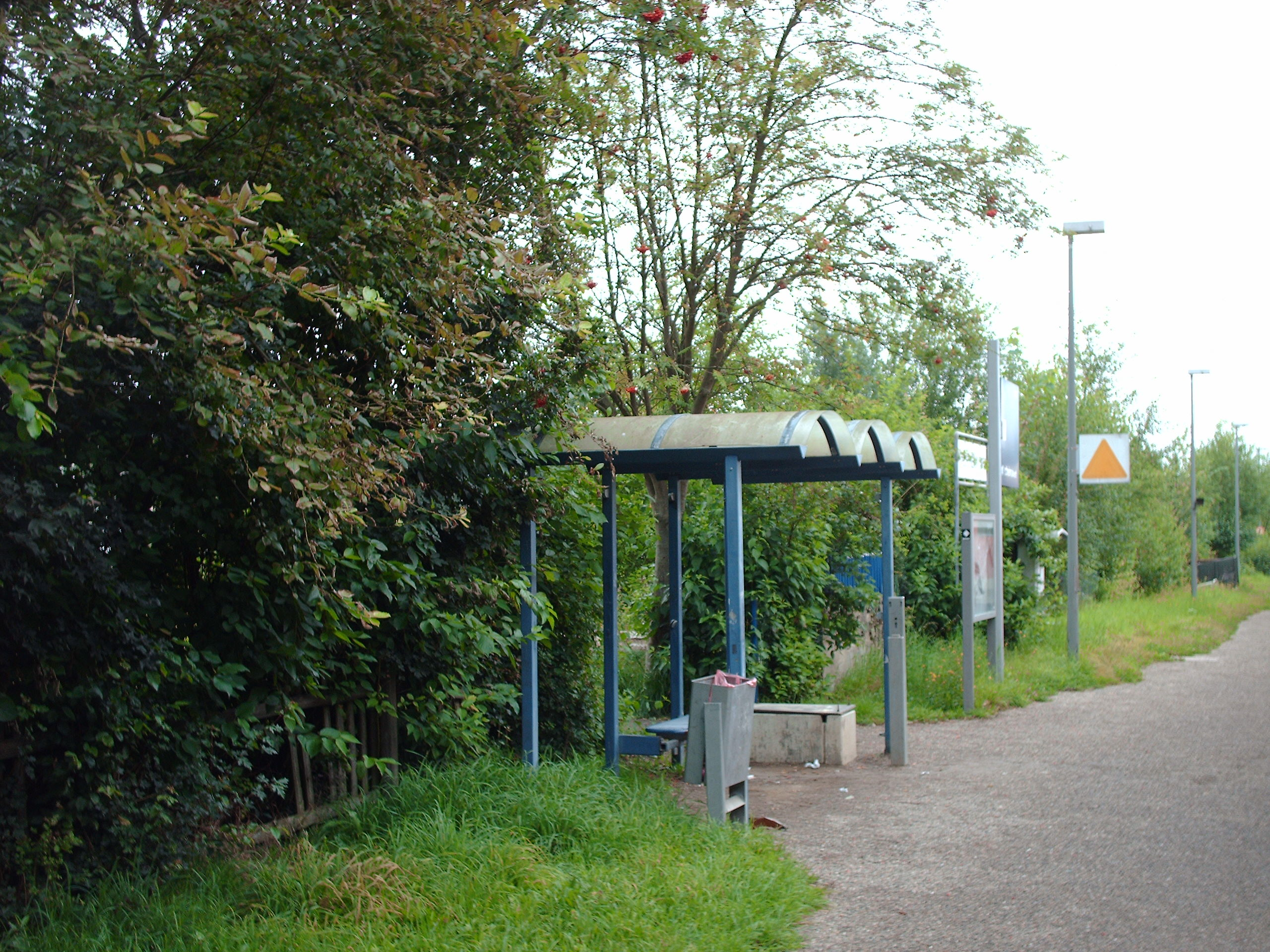
Halte ferroviaire de Westheim